# Alucita xanthodes
Alucita xanthodes là một loài bướm đêm thuộc họ Alucitidae. Nó được tìm thấy ở Queensland.
Sải cánh khoảng 12 mm. 